# ツルバキア
ツルバキア、ツルバギア（学：Tulbaghia）は、ヒガンバナ科ネギ亜科に含まれる属の一つ。または、ツルバキア属に含まれる植物の総称。

## 特徴
南部アフリカ（ジンバブエ、ボツワナ、南アフリカ共和国、エスワティニ）が原産知及び自生地となっている春植え球根で、温暖地では宿根草に近しい扱いを受けている。個々の花は小さく地味だが、花茎先端に花が20輪程度集まって咲く。スイセン属の花に見られる副花冠を持っているもの特徴の一つで、花の時期は6～9月で夏が最盛期にあたる。葉は細長く、草姿はネギやノビルにやや似る。花色は薄紫色、ピンク色、白色がある。耐暑性、耐寒性ともに優れているため、ポット苗で出回っている。ネギ亜科に属する植物の例に漏れず、葉や茎を傷つけるとネギ特有の香りが鼻をつく。

## 栽培方法
日当たり、水はけの良い環境を好むので、地植えの際は植える場所に注意する。灌水は地植えの場合降雨のみで水分が賄えるため、特に必要ない。鉢植えの場合は表土が完全に乾ききったら水をたくさん与えるとよい。花が完全に咲き終わった花茎は採種が目的ではない限り速やかに除去し、株の栄養分が奪われて花付きが悪くなるのを防ぐ。球根が混みあった場合は春に株分けして植え替えるとよい。これといった病害虫は特にない。関東以北の地域では越冬対策を施すと株の生存率が上がる。

## 利用
フラグランス種は花にも芳香があるため、切り花に利用される。ヴィオラセア、カミンシー種は四季咲き性の性質を強く持つため、初春頃～晩秋頃まで長く花が楽しめる。以上の性質からコンテナや、花壇に植栽されることが多い。

## 下位分類
およそ30種類程度が認められている。本項では有名な種を抜粋して掲載する。参考元はこちら。
- ツルバキア・アエクノティラリス

　（Tulbaghia aequinoctialis）
- ツルバキア・アクティロバ

　（Tulbaghia acutiloba）
- ツルバキア・ヴィオラセア

　（Tulbaghia violacea）
- ツルバキア・カミンシー

　（Tulbaghia cominsii）
- ツルバキア・シンムレリ（フラグランス）

　（Tulbaghia simmleri）